# Gadzhi Gadzhiyev
Gadzhi Gadzhiyev (sinh ngày 28 tháng 10 năm 1945) là một huấn luyện viên và cựu cầu thủ bóng đá người Nga.

## Sự nghiệp Huấn luyện viên
Gadzhi Gadzhiyev đã dẫn dắt Anzhi Makhachkala, Sanfrecce Hiroshima, Krylya Sovetov, Saturn Ramenskoye, Volga Nizhny Novgorod và Amkar Perm.